# 宮崎駿児
宮崎 駿児（みやざき しゅんじ、1851年（嘉永3年） - 没年不明）は、幕末の幕臣、大陸浪人。

## 経歴
父は静岡藩出身の旗本寄合の医師・宮崎立元。
芝三田同朋町に生まれ、弘前藩士・対馬嘉三郎が証人となり、明治4年（1871年）7月3日に慶應義塾に入学。卒業後、大蔵省嘱託等を経て文部省で教科書の翻訳活動に当たる。1880年（明治13年）に発足した「興亜会」に佐藤暢と共に幹事として就任。広報誌『興亜公報』の編集人となる。
続いて外務省に移り、廈門領事館書紀見習に就任。1886年(明治19年)には明善中学の教師となり、権藤成卿を伴い支那へ渡る。支那保全論を主張し、東亜同文会の発足にも参加した他、翻訳者として張滋昉などとの共著や著書も多い。

## 著書
- 『我耳東氏女子教育論』奈良女子大学「明治教育文庫」
- 『泰西保家必要勉強論』
- 『新撰小学博物書』［第1冊］（近代デジタルライブラリー）